# Теренда Наталія Олександрівна
Теренда (Лісовська) Наталія Олександрівна (нар. 3 листопада 1968, Бучач, Тернопільська область, Україна) — українська вчена у галузі соціальної медицини, доктор медичних наук (2016), професор (2021), професор кафедри громадського здоров’я та управління охороною здоров’я Тернопільського національного медичного університету імені І. Я. Горбачевського.

## Життєпис
У 1993 році закінчила Тернопільський державний медичний інститут імені І. Я. Горбачевського.
Працювала терапевтом у Скалатській НРЛ.
З 2002 року працює у Тернопільському медичному університеті: асистент, старший викладач, доцент, професор кафедри громадського здоров’я та управління охороною здоров’я. 

## Наукова діяльність
Н. О. Теренда — перший магістр Тернопільського медичного інституту імені І.Я. Горбачевського (1995 р.).
У 2001 році захистила кандидатську дисертацію за спеціальністю «внутрішні хвороби», у 2018 р. — докторську дисертацію за спеціальністю «соціальна медицина».
Наукові інтереси: серцево—судинна патологія в Україні, розрахунок кадрового потенціалу лікарів та вартості медичної допомоги на вторинному рівні медичної допомоги, проблематика громадського здоров’я, основні тенденції захворюваності населення, історія медицини.
Автор понад 100 наукових та навчально-методичних праць, інформаційних листів. 
Окремі праці
- Terenda N.O., Shulhai A.H., Petrashyk Yu.M., Lytvynova O.N., Panchyshyn N.Y., Slobodian N.O., Lishtaba L.V., Smirnova V.L., Zaporozhan L.P. Impact of certain public health factors on the duration of inpatient treatment of MI patients // Wiadomości Lekarskie. – 2020. – Vol. 5. – Р. 850-856.
- Ружило Н.С., Теренда Н.О. Вивчення потреби в неформальній освіті серед молодших спеціалістів з медичною освітою закладів охорони здоров’я Івано-Франківської області // Медсестринство. –2020. – № 2. –С. 38-40.
- Теренда Н.О., Шульгай А.Г., Слободян Н.О., Романюк Л.М. Мультисекторальний підхід у наданні медичної допомоги хворим на інфаркт міокарда як важлива складова громадського здоров’я // Вісник соціальної гігієни та організації охорони здоров'я України. – 2019. – № 3. – С. 30-37.
- Petrashyk Y., Terenda N., Saturska H., Panchyshyn N., Lytvynova O., Lishtaba L., Slobodian N., Ndihgihdah K. Availability and utilization of healthcare resources in Ukraine and some other countries // Georgian Medical News. – 2019. – Vol. 1 (286) – P. 145 – 149.
- Terenda N., Petrashyk Y., Slobodian N., Lishtaba L., Yuriyiv K. Morbidity and prevalence of cardiovascular diseases in Ukraine: trends and forecasts untill 2025 // Georgian Medical News. – 2018. – Vol. 9 (282) – P. 79 – 82.
- Шульгай А.Г., Теренда Н.О. Прогностична оцінка поширеності інфаркту міокарда до 2025 року в Україні [Текст]: інформаційний лист про нововведення в сфері охорони здоров’я. Випуск 3 з проблеми «Соціальна медицина». Київ. № 102-2017. 2017. 4 с.
- Теренда Н.О. Оптимізація зміни поведінки пацієнтів як один із елементів моделі профілактики та надання інтенсивної медичної допомоги хворим інфарктом міокарда // Вісник наукових досліджень. – 2017. – № 3. – C. 56-59.
- Теренда Н.О. Ліжковий фонд відділень серцево-судинної та рентгеноендоваскулярної хірургії для надання невідкладної допомоги пацієнтам з інфарктом міокарда в Україні // Вісник соціальної гігієни та організації охорони здоров’я України. – 2017. – № 2(72). – С.15-20.
- Теренда Н.О., Петрашик Ю.М. Порівняльна оцінка ефективності інтервенційного методу лікування хворих інфарктом міокарда за даними Тернопільської області // Шпитальна хірургія. Журнал імені Л. Я. Ковальчука. – 2017. – № 1. – С. 91-95.
- Теренда Н.О. Впровадження методу стентування коронарних артерій в Україні // Вісник соціальної гігієни та організації охорони здоров’я України. – 2016. – № 4(70). – С. 12-17.
- Теренда Н.О. Прогностична оцінка захворюваності та поширеності хвороб системи кровообігу // Вісник соціальної гігієни та організації охорони здоров’я України. – 2014. – № 4(62). – С. 31-35.
- Теренда Н.О. Вчення про інфаркт міокарда в історичному аспекті // Вісник соціальної гігієни та організації охорони здоров’я України. – 2013. – № 1. – С. 56-61.
- Теренда Н.О. М.Д. Стражеско – видатний український кардіолог, дослідник, педагог // Вісник соціальної гігієни та організації охорони здоров’я України. – 2012. – № 1. – С. 119-124.
- Теренда Н.О. Внесок представників київської школи терапевтів у розвиток кардіології в Україні // Вісник соціальної гігієни та організації охорони здоров’я України. – 2010, №4 – С. 94-98.
- Голяченко О.М., Шульгай А.Г., Лісовська Н.О. та ін. Шляхи реформування охорони здоров’я в Україні // Україна. Здоров’я нації. – 2008. – № 3. – С. 151-155.
- Голяченко О.М., Шульгай А.Г., Лісовська Н.О. та ін. Аналітична епідеміологія: визначення та завдання // Вісник соціальної гігієни та організації охорони здоров’я України. – 2007. – № 3. – С. 27-30.
- Литвинова О.Н., Проскурня М.С., Лазарчук Л.Ю., Лісовська Н.О. Гендерна проблематика в сфері охорони здоров’я // Хрестоматія навчальних програм з проблем гендерного розвитку – К., 2004, с. 331-341.
- Лісовська Н.О. Теоретичні та практичні аспекти застосування магнітолазерного опромінення крові у хворих на системний червоний вовчак з HBs-антигенемією // Вісник наукових досліджень. – 2000. – №4. – С.16-20.